# Giovanni Carlone (Maler, 1636)

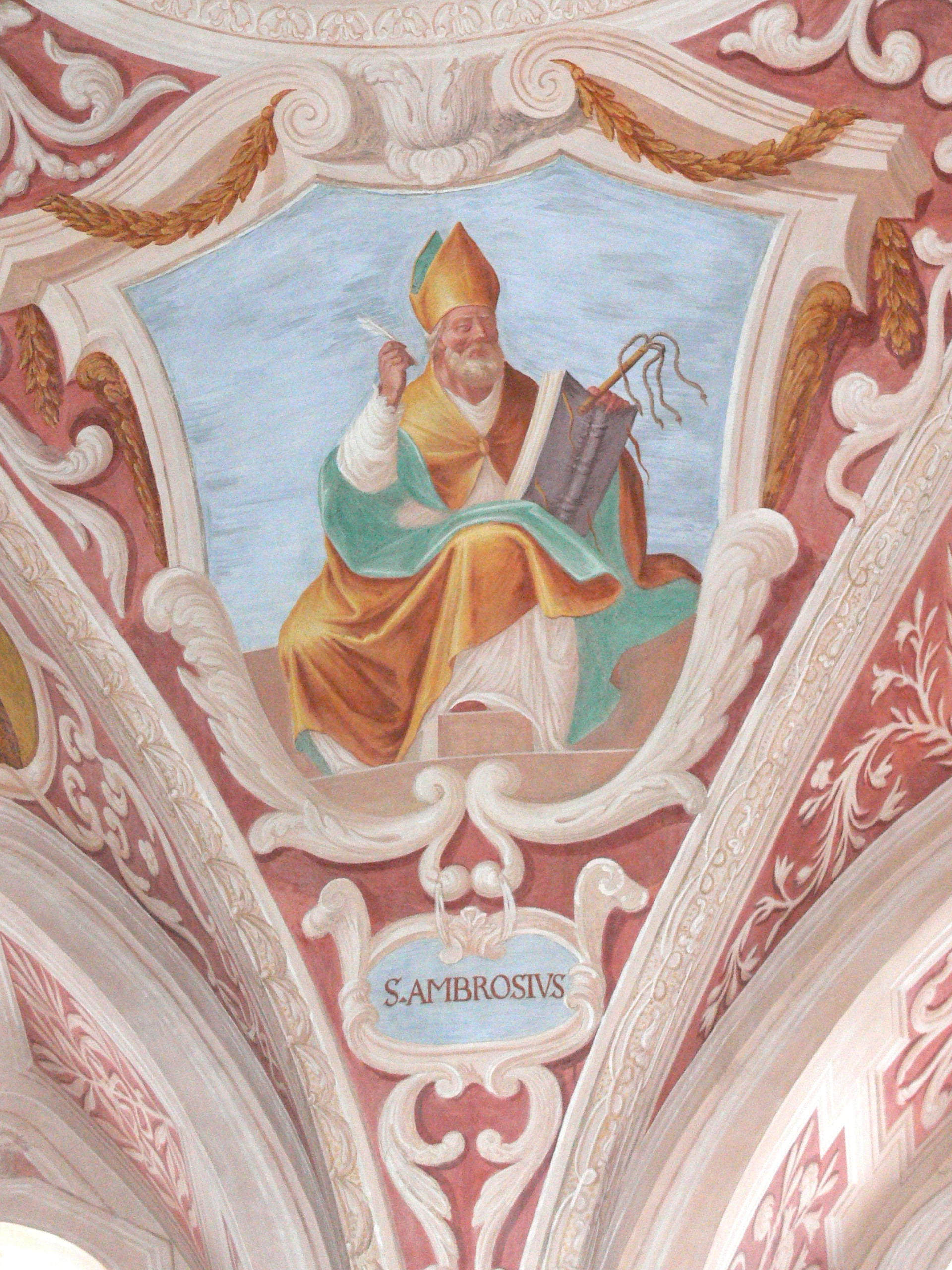
Deckenfresko Sankt Ambrosius als Kirchenvater in der Gemeindekirche in Pfarrkirchen im Mühlkreis

Giovanni Carlone (auch Johann Carlone, Joannes Carlonus; * 1636 in Rovio; † 27. März 1713 ebenda) war ein italienischer Freskenmaler aus der Künstlerfamilie Carlone. Er sollte nicht mit dem gleichnamigen Maler aus Genua verwechselt werden.

## Leben
Über Giovanni Carlone liegen nur wenige Urkunden vor. Er wird der Künstlerfamilie Carlone aus Rovio zugeordnet, der Name seines Vaters wird mit Tommaso († April 1667) angenommen, die Mutter war Maddalena Mazzetti, seine Brüder sollen die Bildhauer Giuseppe Maria und Giovanni Domenico sein. Später heiratete er Maria Maddalena Polata aus Melano.
Sein Malstil lässt eine Ausbildung bei dem Genueser Maler Giovanni Battista Carlone vermuten, dem Bruder seines Namensvetters. In Turin schuf er 1660 im Palazzo Reale Kaminfriese und 1663 verschiedene Gemälde. Nach dem Tod seines Vaters erhielt er zusammen mit seinen Brüdern den Auftrag, dessen unvollendet gebliebene Werke zu vollenden. Ab 1648 wurde in Rovio die Kirche Chiesa della Madonna gebaut. Im Jahr 1676 beauftragte die Mutter die Brüder in ihrem Testament mit der Gestaltung des Chorgewölbes dieser Kirche, die mariologischen Malereien wurden 1699 vollendet. In den Jahren 1682 und 1685 schuf Giovanni Carlone Freskenbilder im Tessin in Gandria und Morcote, dort signierte er mit Joannes Carlonus.
Vermutlich durch Vermittlung von Mitgliedern der Familie aus Scaria verschob sich sein Wirkungskreis nach Oberösterreich und in das östliche Bayern. Eines seiner ersten und wichtigsten Werke dort findet sich im Stift Schlierbach. Die Kirche entstand unter der Leitung von Pietro Francesco Carlone und nach dessen Tod im Jahr 1680 führte sein Sohn Carlo Antonio das Werk fort, die Stuckarbeiten wurden von dessen Bruder Giovanni Battista ausgeführt. Ab 1685 gestaltete Giovanni Carlone den Hauptaltar und 75 genau beauftragte Fresken zu Szenen aus dem Leben Marias. Auch Fresken in der Bibliothek des Wohnbereichs und im Bernardisaal konnten ihm sicher zugeordnet werden.
Seine 1687 in der Leopoldskirche in Wien entstandenen Fresken wurden 1945 zerstört. 1693 erhielt er zusammen mit Jacopo Antonio Mazza den Auftrag für das Deckenfresko Glorifizierung der Jungfrau in der Wallfahrtskirche in Vilshofen in Niederbayern. Seine 1694 an den Wänden und der Decke der Bibliothek der Alten Residenz in Passau entstanden Fresken allegorischer Szenen konnten 1983 freigelegt werden. Im Anschluss daran schuf er in Hacklberg bei Passau weitere Fresken im Hauptsaal der Sommerresidenz des Fürstbischofs Johann Philipp von Lamberg. Weitere Werke entstanden am Familienstammsitz in seiner Heimat Rovio und in Lugano. Ab dem 24. November 1695 begann er mit der Ausmalung der Gemeindekirche Mariae Himmelfahrt in Pfarrkirchen im Mühlkreis in Oberösterreich, für die er im November 1697 die Abschlusszahlung erhielt. Im Jahr 1697 entstanden auch die inzwischen zerstörten Kuppelfresken im Regensburger Dom. Danach kehrte er nach Rovio zurück. Für das von Luca Antonio Colomba im Februar 1698 erworbene Grundstück in Fraktion San Pietro bei Stabio ist er noch 1710 nachgewiesen.

## Werke (Auswahl)
- Nußbach (Oberösterreich): Signiertes (Johann Carlon) und datiertes (1687) ehemaliges Seitenaltarbild aus Schlierbach in Öl auf Leinwand mit dem Bildnis der Heiligen Katharina
- Gemeindekirchen im Mühlkreis: Gewölbefresken mit Christus und Maria in der Kirche Mariae Himmelfahrt in Pfarrkirchen im Mühlkreis
- Schlierbach: Hauptaltar, Wand- und Deckenfresken in Kirche und Wohngebäude des Klosters, im östlichen Trakt des Klosters der Bernardisaal und die Klosterbibliothek, Deckenfresko mit allegorische Darstellung der Kunst, Themen aus Welt- und Kirchengeschichte